# SDARI Dolphin 82
Der Massengutschiffstyp SDARI Dolphin 82, auch SDARI 82 Kamsarmax, wird seit 2011 in der vierten Serie gebaut.

## Einzelheiten
Die Dolphin-82-Baureihe wurde vom Shanghai Merchant Ship Design & Research Institute (SDARI) entworfen. Der Typ Dolphin 82 basiert auf dem Entwurf SDARI Dolphin 80, mit dem er sich die grundlegenden Parameter teilt. Die Dolphin-82-Schiffe werden seit 2011 auf zahlreichen chinesischen Werften für verschiedenste Reedereien gebaut. Sie sind als Kamsarmax-Massengutschiffe mit achtern angeordneten Aufbauten ausgelegt. Sie haben sieben Laderäume mit jeweils eigener Luke, deren Lukendeckel hydraulisch betätigt werden. Der gesamte Laderaumrauminhalt beträgt bei Schüttgütern 97.123 m³. Zum Ladungsumschlag steht kein eigenes Ladegeschirr zur Verfügung. Der Schiffstyp kann bei maximaler Abladung auf 14,50 m 82.000 Tonnen und bei einem Entwurfstiefgang von 12,50 m entsprechend weniger transportieren. Die Einheiten sind auf den Transport verschiedener Massengüter, wie zum Beispiel Getreide, Kohle, Mineralien inklusive verschiedener Gefahrgüter ausgelegt. Die Tankdecke der Laderäume ist für den Erztransport verstärkt ausgeführt, wobei die Laderäume 2, 4 und 6 leer gefahren werden dürfen. Es können darüber hinaus auch Sackgüter, Stahlprofile, -röhren und andere Massenstückgüter, jedoch keine Decksladungen transportiert werden.
Der Antrieb der Schiffe besteht aus einem Zweitakt-Dieselmotor. Der Motor ermöglicht eine Geschwindigkeit von etwa 14 Knoten. Es stehen mehrere Hilfsdiesel und ein Notdiesel-Generator zur Verfügung.